# Ange de Saint-Joseph
Pour les articles homonymes, voir Ange (homonymie) et Ange de Saint Joseph.
Ange de Saint-Joseph (Angelo da San Giuseppe) est un carme déchaux italien du XVIIe siècle, auteur d'une anthologie des réformateurs espagnols du Carmel. 
Il ne doit pas être confondu avec Joseph de la Brosse un autre carme déchaux du même titre en religion Ange de Saint Joseph mais français (1636-1697), missionnaire en Perse et Arabie, et orientaliste.

## Biographie
Ange de Saint-Joseph est né en 1600, à Vilturi, près de Gênes (Italie). Il a fait profession dans l'ordre des carmes déchaussés, le 27 septembre 1617. Il est ensuite envoyé dans la province déchaussée d'Autriche. Celle-ci dépendait, en effet, de la Congrégation d'Italie, tout comme la province ligure. Ange y exercera successivement les charges de maître des novices, prieur du couvent de Trente, et définiteur provincial. On ignore la date de son décès.

## Postérité
Ange a réalisé une anthologie de courts textes, maximes et pensées de Thérèse d'Avila et Jean de la Croix, et a réparti ceux-ci de manière à offrir un sujet de méditation pour chaque jour de l'année. Rédigée en latin, cette œuvre a été éditée pour la première fois à Munich, en 1642, et rééditée, toujours à Munich en 1647, puis à Valence (Espagne) en 1651. Elle a été traduite en français par Gaspard de la Mère de Dieu, et publiée à Mons (Belgique) dès 1644, avant de connaître des versions italienne (Gratz, 1650), flamande (Cologne, 1668) et allemande (1709).

### Œuvres
- Sententiae spirituales ex operibus seraphicae virginis Theresiae et venerabilis Fr. Joannis a Cruce, pro singulis totius anni diebus distributae, Munich, 1642.

### Études
- Jean-Marie de l'Enfant-Jésus, « Ange de Saint-Joseph », Dictionnaire de spiritualité ascétique et mystique, Paris, Beauchesne, t. I,‎ 1937.